# Karen Stechmann
Karen Stechmann (Stade, 15 de septiembre de 1971) es una deportista alemana que compitió en bádminton. Ganó una medalla de bronce en el Campeonato Europeo de Bádminton de 1996, en la prueba de dobles mixto.

## Palmarés internacional
| Campeonato Europeo | Campeonato Europeo  | Campeonato Europeo | Campeonato Europeo |
| Año                | Lugar               | Medalla            | Prueba             |
| ------------------ | ------------------- | ------------------ | ------------------ |
| 1996               | Herning (Dinamarca) | Medalla de bronce  | Dobles mixto       |